# اریک بو اندرسن
اریک بو اندرسن (انگلیسی: Erik Bo Andersen؛ زادهٔ ۱۴ نوامبر ۱۹۷۰) بازیکن سابق فوتبال اهل دانمارک است. او در پست مهاجم بازی می‌کرد.
وی در تیم ملی فوتبال دانمارک بازی کرده است.